# Tysklands Grand Prix 2012
Tysklands Grand Prix 2012, officiellt 2012 Großer Preis Santander von Deutschland, var en Formel 1-tävling som hölls den 22 juli 2012 på Hockenheimring i Hockenheim, Tyskland. Det var den tionde tävlingen av Formel 1-säsongen 2012 och kördes över 67 varv. Vinnare av loppet blev Fernando Alonso för Ferrari, tvåa blev Jenson Button för McLaren och trea blev Kimi Räikkönen för Lotus.

## Kvalet

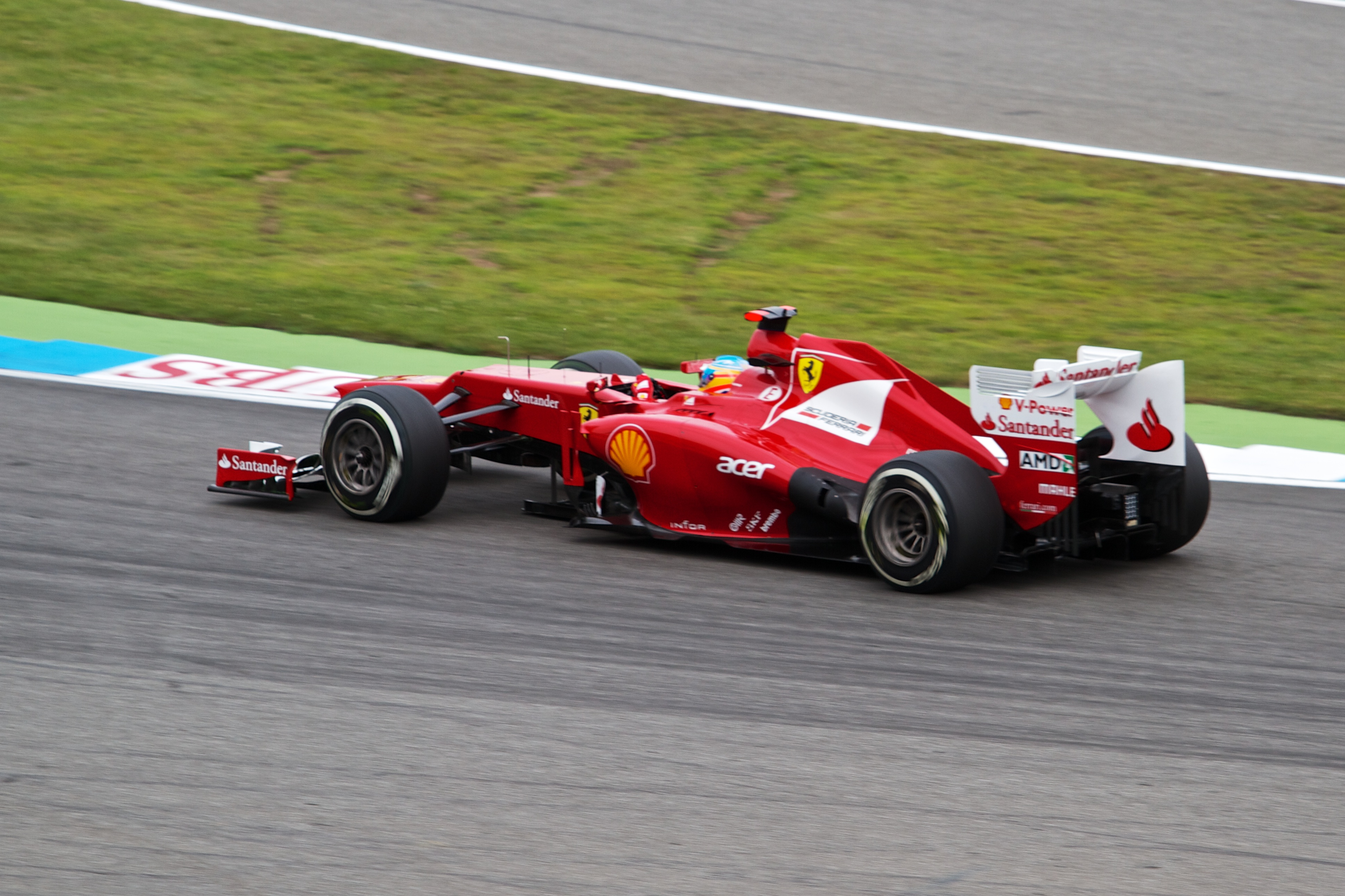
Fernando Alonso tog pole position...

| KR. | Nr | Förare             | Konstruktör          | Q1       | Q2       | Q3       | Grid |
| --- | -- | ------------------ | -------------------- | -------- | -------- | -------- | ---- |
| 1   | 5  | Fernando Alonso    | Ferrari              | 1.16,073 | 1.38,521 | 1.40,621 | 1    |
| 2   | 1  | Sebastian Vettel   | Red Bull-Renault     | 1.16,393 | 1.38,309 | 1.41,026 | 2    |
| 3   | 2  | Mark Webber        | Red Bull-Renault     | 1.16,500 | 1.39,382 | 1.41,496 | 81   |
| 4   | 7  | Michael Schumacher | Mercedes             | 1.16,686 | 1.38,010 | 1.42,459 | 3    |
| 5   | 12 | Nico Hülkenberg    | Force India-Mercedes | 1.16,271 | 1.39,467 | 1.43,501 | 4    |
| 6   | 18 | Pastor Maldonado   | Williams-Renault     | 1.16,181 | 1.38,731 | 1.43,950 | 5    |
| 7   | 3  | Jenson Button      | McLaren-Mercedes     | 1.16,507 | 1.38,659 | 1.44,113 | 6    |
| 8   | 4  | Lewis Hamilton     | McLaren-Mercedes     | 1.16,221 | 1.37,365 | 1.44,186 | 7    |
| 9   | 11 | Paul di Resta      | Force India-Mercedes | 1.16,352 | 1.39,703 | 1.44,889 | 9    |
| 10  | 9  | Kimi Räikkönen     | Lotus-Renault        | 1.15,693 | 1.39,729 | 1.45,811 | 10   |
| 11  | 16 | Daniel Ricciardo   | Toro Rosso-Ferrari   | 1.16,516 | 1.39,789 |          | 11   |
| 12  | 15 | Sergio Pérez       | Sauber-Ferrari       | 1.15,726 | 1.39,933 |          | 172  |
| 13  | 14 | Kamui Kobayashi    | Sauber-Ferrari       | 1.16,481 | 1.39,985 |          | 12   |
| 14  | 6  | Felipe Massa       | Ferrari              | 1.16,265 | 1.40,212 |          | 13   |
| 15  | 10 | Romain Grosjean    | Lotus-Renault        | 1.16,685 | 1.40,574 |          | 191  |
| 16  | 19 | Bruno Senna        | Williams-Renault     | 1.16,426 | 1.40,752 |          | 14   |
| 17  | 8  | Nico Rosberg       | Mercedes             | 1.15,988 | 1.41,551 |          | 211  |
| 18  | 17 | Jean-Éric Vergne   | Toro Rosso-Ferrari   | 1.16,741 |          |          | 15   |
| 19  | 20 | Heikki Kovalainen  | Caterham-Renault     | 1.17,620 |          |          | 16   |
| 20  | 21 | Vitalij Petrov     | Caterham-Renault     | 1.18,531 |          |          | 18   |
| 21  | 25 | Charles Pic        | Marussia-Cosworth    | 1.19,220 |          |          | 20   |
| 22  | 24 | Timo Glock         | Marussia-Cosworth    | 1.19,291 |          |          | 22   |
| 23  | 22 | Pedro de la Rosa   | HRT-Cosworth         | 1.19,912 |          |          | 23   |
| 24  | 23 | Narain Karthikeyan | HRT-Cosworth         | 1.20,230 |          |          | 24   |

| Vidare från första kvalrundan ▬▬ Vidare från andra kvalrundan ▬▬ |

- ^1  — Romain Grosjean, Nico Rosberg och Mark Webber fick vardera fem platsers nedflyttning för otillåtna växellådsbyten.[1][2][3]
- ^2  — Sergio Pérez fick fem platsers nedflyttning för att ha hindrat Fernando Alonso och Kimi Räikkönen under kvalet.[4]

## Loppet

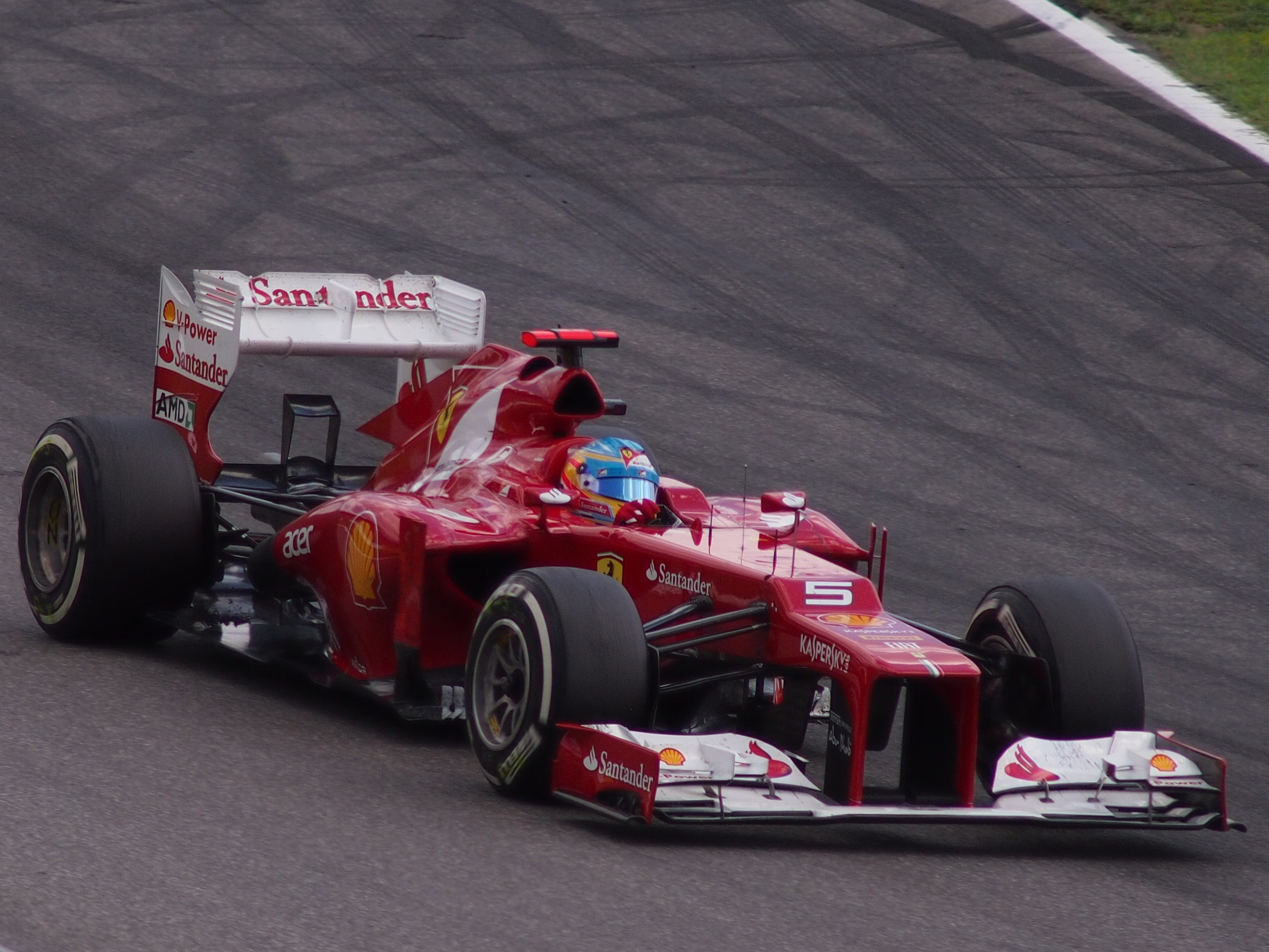
...Och vann loppet.

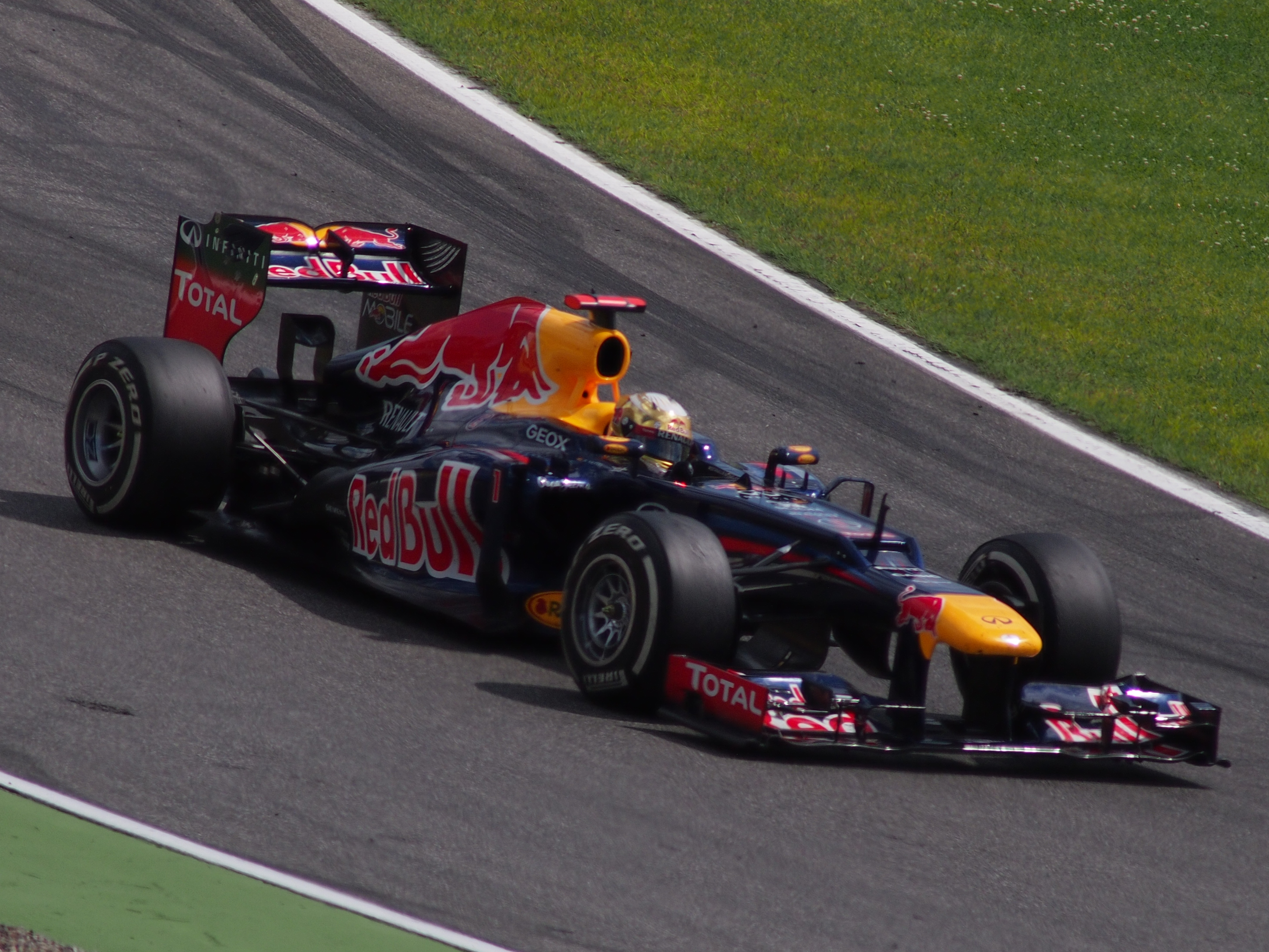
Sebastian Vettel slutade på andra plats men blev bestraffad för att ha gjort en otillåten omkörning på Jenson Button, vilket gjorde att han blev klassificerad som femma.

| Pos. | Nr | Förare             | Konstruktör          | Varv | Tid         | Grid | P  |
| ---- | -- | ------------------ | -------------------- | ---- | ----------- | ---- | -- |
| 1    | 5  | Fernando Alonso    | Ferrari              | 67   | 1:31.05,862 | 1    | 25 |
| 2    | 3  | Jenson Button      | McLaren-Mercedes     | 67   | +6,931      | 6    | 18 |
| 3    | 9  | Kimi Räikkönen     | Lotus-Renault        | 67   | +16,409     | 10   | 15 |
| 4    | 14 | Kamui Kobayashi    | Sauber-Ferrari       | 67   | +21,925     | 12   | 12 |
| 5    | 1  | Sebastian Vettel   | Red Bull-Renault     | 67   | +23,7321    | 2    | 10 |
| 6    | 15 | Sergio Pérez       | Sauber-Ferrari       | 67   | +27,896     | 17   | 8  |
| 7    | 7  | Michael Schumacher | Mercedes             | 67   | +28,970     | 3    | 6  |
| 8    | 2  | Mark Webber        | Red Bull-Renault     | 67   | +46,941     | 8    | 4  |
| 9    | 12 | Nico Hülkenberg    | Force India-Mercedes | 67   | +48,162     | 4    | 2  |
| 10   | 8  | Nico Rosberg       | Mercedes             | 67   | +48,889     | 21   | 1  |
| 11   | 11 | Paul di Resta      | Force India-Mercedes | 67   | +59,227     | 9    |    |
| 12   | 6  | Felipe Massa       | Ferrari              | 67   | +1.11,428   | 13   |    |
| 13   | 16 | Daniel Ricciardo   | Toro Rosso-Ferrari   | 67   | +1.16,829   | 11   |    |
| 14   | 17 | Jean-Éric Vergne   | Toro Rosso-Ferrari   | 67   | +1.16,965   | 15   |    |
| 15   | 18 | Pastor Maldonado   | Williams-Renault     | 66   | +1 varv     | 5    |    |
| 16   | 21 | Vitalij Petrov     | Caterham-Renault     | 66   | +1 varv     | 18   |    |
| 17   | 19 | Bruno Senna        | Williams-Renault     | 66   | +1 varv     | 14   |    |
| 18   | 10 | Romain Grosjean    | Lotus-Renault        | 66   | +1 varv     | 19   |    |
| 19   | 20 | Heikki Kovalainen  | Caterham-Renault     | 65   | +2 varv     | 16   |    |
| 20   | 25 | Charles Pic        | Marussia-Cosworth    | 65   | +2 varv     | 20   |    |
| 21   | 22 | Pedro de la Rosa   | HRT-Cosworth         | 64   | +3 varv     | 23   |    |
| 22   | 24 | Timo Glock         | Marussia-Cosworth    | 64   | +3 varv     | 22   |    |
| 23   | 23 | Narain Karthikeyan | HRT-Cosworth         | 64   | +3 varv     | 24   |    |
| Ret  | 4  | Lewis Hamilton     | McLaren-Mercedes     | 56   | Punktering  | 7    |    |

| Förare och stall som tog poäng ▬▬ |

- ^1  — Sebastian Vettel fick 20 sekunders tids tillägg för att ha gjort en förbjuden omkörning på Jenson Button.[5]

## Ställning efter loppet
|     | Pos. | Förare           | Poäng |
| --- | ---- | ---------------- | ----- |
| ▬   | 1    | Fernando Alonso  | 154   |
| ▬   | 2    | Mark Webber      | 120   |
| ▬   | 3    | Sebastian Vettel | 110   |
| ▲ 1 | 4    | Kimi Räikkönen   | 98    |
| ▼ 1 | 5    | Lewis Hamilton   | 92    |

|     | Pos. | Konstruktör      | Poäng |
| --- | ---- | ---------------- | ----- |
| ▬   | 1    | Red Bull-Renault | 230   |
| ▬   | 2    | Ferrari          | 177   |
| ▲ 1 | 3    | McLaren-Mercedes | 160   |
| ▼ 1 | 4    | Lotus-Renault    | 159   |
| ▬   | 5    | Mercedes         | 105   |

- Notering: Endast de fem bästa placeringarna i vardera mästerskap finns med på listorna.